# 元胡宁
元胡宁是一种含氮有机化合物，分子式C21H25NO4，属于异喹啉类生物碱，存在于紫堇等植物中。